# Z作戦 (1944年)
1944年のZ作戦（Zさくせん）は、大東亜戦争（第二次世界大戦）中に日本海軍が計画した太平洋正面で連合国の攻略部隊を迎撃する作戦。Z作戦は1943年8月15日に「Z作戦要領」として発令されたが、状況の悪化に伴い1944年3月8日に改定され、改定したものを「新Z作戦要領」として区別することもある。

## 計画内容
東から攻め込んでくる敵艦隊を迎撃する計画で、1943年〈昭和18年〉8月のものは、決戦場をマーシャル諸島方面としていたが、マーシャル諸島が失陥し、絶対国防圏（マリアナ諸島・カロリン諸島・西ニューギニア）のラインに下げられたことを受け、「全兵力を挙げて敵艦隊の来攻を撃滅する」ことでこのラインを死守する方針となった。より具体的には、敵航空母艦に先制攻撃を加えて制空権を確保し、輸送船団を撃破、さらに敵上陸部隊に対しても大部分を洋上で撃破することに務め、残る場合も水際で防ぐとした。当時第四南遣艦隊参謀だった千早正隆は、当時の海軍の力では「実際には、実行などできっこない作戦だった」と戦後に述べている。

## 経過

### 立案
1943年3月25日、日本海軍は大海指第二百九号「第三段帝国海軍作戦方針」並びに「聯合艦隊司令長官の準拠すべき作戦方針」の指示が出て、これに基づいて8月15日に聯合艦隊長官から一連の令達が発令され、その中に「聯合艦隊Z作戦要領」もあった。
1943年10月末に発令されたろ号作戦によりこの決戦兵力の骨幹である母艦航空兵力を消耗したため、米軍の攻撃に対応できず、ギルバートを失陥し、連合艦隊は内南洋方面所在部隊をもってこれに対処させる方針をとった。12月末、Z作戦に備えるためトラックに進出した第二航空戦隊も1944年1月末に南東方面に投入された。1月には、母艦航空兵力は再建中であり、連合艦隊の配備の変更及び燃料も逼迫し、水上兵力はマリアナ、カロリン線が作戦限度となり、米軍がマーシャルに来攻しても決戦を企図できるような状況ではなかったため、改定する必要があったが、連合艦隊司令長官古賀峯一大将は前方離島の将兵に及ぼす影響を考慮してそのままにした。2月初頭、マーシャル失陥により、中央は緊急対策の方針を連合艦隊に示し、2月7日の打ち合わせで古賀長官は「マーシャル方面作戦不首尾にて遺憾である。一航戦及び二航戦の南東方面注入は誤りであった」と述懐し、中央の方針に従い、絶対国防圏であるマリアナ、カロリンを決戦線とした。
1944年（昭和19年）3月8日、連合艦隊は「機密連合艦隊命令作第七三号」を発令。「本作戦を「Z作戦」と呼称し其の作戦要領を別冊の通定む」とし、別冊で「Z作戦要領」を指示した。

### 海軍乙事件
3月31日に古賀長官や連合艦隊参謀長の福留繁および暗号要員は、パラオからダバオへ、3機の二式飛行艇に分乗して移動することになった。これは敵機動部隊がパラオを攻撃する可能性があるという分析に基づくものであった。しかし悪天候により古賀の乗った1番機が行方不明となる（古賀はのちに殉職認定される）。一方、福留の乗った2番機はダバオに向かうことを断念し、セブ島沖に不時着することとなった。福留と山本祐二作戦参謀を含む9人の乗組員達は、命からがら岸まで辿り着いたが、その場でアメリカ軍の指揮下にあったフィリピン人ゲリラによって、何の抵抗もできないまま捕虜として捕らえられた。日本軍守備隊（陸軍独立混成第31旅団）に対して苦況にあったゲリラ側は、米軍の意を受けて4月11日に「ゲリラへの攻撃中止を条件に海軍軍人を引き渡す」という要求を乗組員のひとり（岡村松太郎中尉）を伝令として守備隊大隊長（大西精一中佐）に伝えた。大隊長はこの取引に応じることになり、4月12日に福留らは解放されることとなったが、持参していた機密文書の入ったケースを、不時着時に破棄することなく、海に投げ捨てたことから、後に地元ゲリラによって回収されることとなってしまった。福留と山本がそれぞれ持っていた作戦文書2通はネグロス島に送られ、そこから潜水艦ハッドに積まれて、ニューギニアに運ばれたのち、ブリスベーンに空輸された。
文書はブリスベーン郊外にある連合国軍翻訳通訳局（ATIS）においてアメリカ陸軍情報部より派遣された5人の主席翻訳要員（うち2人は日系二世）によって翻訳された。英文で22ページに翻訳された文書は、アメリカの陸海軍幹部に20部が配布された。これをもとにアメリカ側はマリアナ諸島攻撃作戦を作成・実行した。

### その後
1944年4月2日、古賀長官の行方不明によって次席指揮官である南西方面艦隊司令長官の高須四郎大将が連合艦隊の指揮を取ることが発令された。高須は、敵の作戦目的を西部「ニューギニア」に対し上陸を企図している公算大と推察していた。4月12日、連合艦隊電令作第四六号で「Z一作戦要領」を発令した。これは「Z作戦要領」（3月8日）中の丁作戦（西部ニューギニア北岸方面）に代えたもので、その他は「Z作戦要領」に同じと指示されている。
1944年5月3日、連合艦隊長官に豊田副武大将が就任し、機密連合艦隊電令作第七六号であ号作戦が発令されるとともにZ作戦要領およびZ一作戦要領は廃止された。